# Тихе (Крим)
Тихе (до 1948 року Баїм, раніше Бай-Чонгурчі ; укр. Тихе, крим. Bayım, Байым) — зникле селище в Чорноморському районі Автономної Республіки Крим, що розташовувалося на північному сході району, в степовій частині Криму, приблизно в 3,7 кілометра на північний захід від сучасного села Задорне.

## Історія
Перша документальна згадка про село зустрічається в Камеральному Описі Криму… 1784 року, за яким наприкінці існування Кримського ханства, Чоюнчі входив до Шейхелського кадилика Козловського каймаканства. Після анексії Кримського хамства Російською імперією, яка відбулася (8) 19 квітня 1783, вже (8) 19 лютого 1784 іменним указом Катерини II сенату на території колишнього Кримського ханства була утворена Таврійська область і село було приписано до Євпаторійського повіту. У зв'язку з павлівськими реформами, з 1796 по 1802 село входило до складу Ак-Мечетецького повіту Новоросійської губернії. За новим адміністративним поділом, через створення 8 (20) жовтня 1802 Таврійської губернії, Баїм-Чоргунчі був включений до складу Яшпетської волості Євпаторійського повіту.
За Відомістю про волостя і селища, в Євпаторійському повіті зі свідченням числа дворів і душ… від 19 квітня 1806, в селі Баїм-Чоргунчі нараховувалося 20 дворів, 144 кримських татар, 6 циган і 13 ясирів. На військово-топографічній карті генерал-майора Мухіна 1817 року село Байчургунчу позначено з 21 двором . Після реформи волосного поділу 1829 року Байчангурчі, згідно з «Відомістю про казенні волості Таврійської губернії 1829 року» залишився у складі Яшпетської волості  . На карті 1836 в селі Баїм-Чунгурчі 28 дворів, як і на карті 1842 .
У 1860-х роках, внаслідок земської реформи Олександра II, село приписали до Курман-Аджинської волості. Згідно з «Пам'ятною книжкою Таврійської губернії за 1867 рік», частина населення села Баїм, внаслідок еміграції кримських татар, особливо масової після Кримської війни 1853—1856 років, виїхала до Туреччини, а решта тут проживає. У «Списку населених місць Таврійської губернії за даними 1864», складеному за результатами VIII ревізії 1864, Бай-Елі-Чонгурчі — власницьке татарське село, з 13 дворами і 64 жителями при колодязях. За дослідженнями професора О. Н. Козловського 1867 року, вода в колодязях села була прісна, а їхня глибина коливалася від 2 до 10 сажнів (від 4 до 20 м). На триверстовій карті Шуберта 1865—1876 в селі Баїм-Чунгурчі позначено 13 дворів . У «Пам'ятній книзі Таврійської губернії 1889», за результатами Х ревізії 1887, в селі Баїм вважалося 22 двори і 127 жителів . Згідно з «…Пам'ятною книжкою Таврійської губернії на 1892 рік», у селі Баїм, що входило в Отузьку ділянку, було 109 жителів у 16 домогосподарствах.
Земська реформа 1890-х років в Євпаторійському повіті пройшла після 1892, в результаті Баїм приписали до Агайської волості. У «Пам'ятній книжці Таврійської губернії на 1900 рік» записані 2 села: Баїм-Чонгурчі, в якій мешканців не значилося і Баїм зі 157 жителями в 29 дворах . На 1914 в селищі діяла татарська земська школа. За Статистичним довідником Таврійської губернії. ч. Друга. Статистичний нарис, випуск п'ятий Євпаторійський повіт, 1915 рік, у селі Баїм Агайської волості Євпаторійського повіту вважалося 32 двори з татарським населенням у кількості 171 людини приписних жителів.
Внаслідок встановлення в Криму радянської влади, за постановою Кримревкому від 8 січня 1921 року № 206 «Про зміну адміністративних кордонів» було скасовано волосну систему і у складі Євпаторійського повіту було утворено Бакальський район, до якого включили село, а в 1922 повіти отримали назву округів. 11 жовтня 1923 року, згідно з постановою ВЦВК, до адміністративного поділу Кримської АРСР було внесено зміни, внаслідок яких округи було скасовано, Бакальський район скасовано і село увійшло до складу Євпаторійського району . Згідно зі Списком населених пунктів Кримської АРСР по Всесоюзному перепису 17 грудня 1926 року, в селі Баїм, Агайської сільради Євпаторійського району, нараховувалося 28 дворів, з них 26 селянських, населення становило 145 осіб, з них 136 татар, 9 росіян. На однойменному хуторі було 5 дворів, 28 осіб (24 українці, 3 білоруси та 1 російська). Подальша доля хутора у документах не відображена. Відповідно до постанови КримЦВК від 30 жовтня 1930 року «Про реорганізацію мережі районів Кримської АРСР», було відновлено Ак-Мечетський район (за іншими даними 15 вересня 1931 року), і село знову включили до його складу. За даними всесоюзного перепису населення 1939 в селі проживало 200 осіб.
У 1944 році, невдовзі після звільнення Криму від німецьких військ, згідно з Постановою ДКО № 5859 від 11 травня 1944 року, 18 травня кримські татари були депортовані в Середню Азію, з Баїма виселено 41 сім'ю. З 25 червня 1946 року Баїм у складі Кримської області РРФСР . Указом Президії Верховної Ради РРФСР від 18 травня 1948 року, Баїм перейменували на Тиху . З початку 1950-х років, у ході другої хвилі переселення (у світлі постанови № ГОКО-6372с «Про переселення колгоспників у райони Криму»), до Чорноморського району приїжджали переселенці з різних областей України. 26 квітня 1954 року Кримська область була передана зі складу РРФСР до складу УРСР. Час включення до складу Кіровської сільради поки що не встановлений: на 15 червня 1960 року селище Тихе вже значилося в його складі. Ліквідовано в період з 1954 по 1968 роки як селище Кіровської сільради.

## Населення
| - 1806 рік — 163 чел. - 1864 рік — 64 чел. - 1889 рік — 127 чел. - 1892 рік — 109 чел. | - 1900 рік — 157 чел. - 1915 рік — 171/0 чел. - 1926 рік — 145 чел. - 1939 рік — 200 чел. |